# Gunther Uhlmann
Pour les articles homonymes, voir Uhlmann.
Gunther Alberto Uhlmann Arancibia (né le 9 février 1952) est un mathématicien chilien dont les travaux de recherche se concentrent sur les problèmes inverses et l'imagerie, l'analyse microlocale, les équations aux dérivées partielles et l'invisibilité.

## Formation et carrière
Uhlmann étudie les mathématiques de premier cycle à l'Université du Chili à Santiago, où il obtient sa licence en 1973. Il poursuit ses études au Massachusetts Institute of Technology (MIT), où il a obtenu un doctorat en 1976. Il a occupé des postes postdoctoraux au MIT, à Harvard et à l'Université de New York, dont un poste d'instructeur au Courant Institute of Mathematical Sciences en 1977-1978. En 1980, il devient professeur adjoint au MIT et part ensuite en 1985 à l'Université de Washington. Il est titulaire de la chaire Walker de Professeur à l'Université de Washington depuis 2006. Au cours de la période 2010-2012, il est en congé à l'Université de Californie à Irvine, sur la Chaire d'excellence en enseignement. Uhlmann est Finnish Distinguished Professor de 2012 à 2017. Actuellement il est Professeur "Si-Yuan" à l'Institut d'Études Avancées de l'Université de sciences et de technologie de Hong Kong depuis 2014.

## Prix et distinctions
Uhlmann a reçu plusieurs distinctions pour ses travaux de recherche, dont une Bourse Sloan en 1984 et une Bourse Guggenheim en 2001. En 2001, il a été élu membre correspondant de l'Académie chilienne des sciences. Il est fellow de l'Institut de Physique depuis 2004. Il a été élu à l'Académie américaine des arts et des sciences en 2009 et fellow de la SIAM en 2010. Il a été conférencier invité au congrès international des mathématiciens à Berlin en 1998 et conférencier en plénière au Congrès international de mathématiques industrielles et appliquées de Zurich en 2007. Il a été nommé Clay Senior Scholar au Mathematics Research Institute, à Berkeley, à l'automne 2010. Il a été nommé chercheur parmi les plus cités par l'ISI en 2004. 
Il a reçu le Prix Bôcher en 2011 et le Prix Kleinman en 2011 également. À l'automne 2011, il a été un Rothschild Distinguished Visiting Fellow à l'Institut Isaac Newton for Mathematical Sciences, à Cambridge. Uhlmann donne la Conférence Einstein de   l'American Mathematical Society (AMS) en 2012. Il est lauréat de la Chaire de recherche de la Fondation de Mathématiques de Paris pour l'année 2012-2013. 
Il a été élu à l'Académie des Sciences de l'État de Washington en 2012 et il est également un fellow de l'AMS depuis 2012. Il a reçu une Bourse Simons pour l'année 2013-2014. En 2013, il est élu membre étranger de l'Académie finlandaise des sciences. Il a donné une conférence plénière au Congrès international de physique mathématique en 2015 et une conférence plénière au cinquième Congrès mathématique des mathématiciens latino-américains. En 2017, il a reçu la Médaille Solomon Lefschetz du Conseil mathématique des Amériques. En 2021, il est lauréat du prix George David Birkhoff.

## Recherches
Les premiers travaux de Uhlmann concernent l'analyse microlocale et la propagation des singularités pour les équations avec des caractéristiques multiples, en particulier dans la compréhension du phénomène de réfraction conique. Avec Richard Burt Melrose, ils ont été les pionniers de l'étude des distributions de Lagrange apariées. Une application marquante de cette théorie a été donnée dans l'article avec Alan Greenleaf sur la transformation X-ray (en). Avec John Sylvester il a effectué une percée majeure à propos du problème inverse d'Alberto Calderón qui a conduit à de nombreux autres développements, notamment dans le cas de données partielles,. Les applications de ce problème incluent la tomographie de la résistivité électrique en géophysique et la tomographie d'impédance électrique (en) en imagerie médicale. Une autre percée majeure a été la solution du problème de rigidité limite en deux dimensions avec Leonid Pestov. Et dans les dimensions supérieures avec P. Stefanov et A. Vasy,.
Uhlmann s'est également intéressé au camouflage et l'invisibilité. Uhlmann a postulé les premières équations mathématiques pour créer des matériaux invisibles. Lui et ses coauteurs ont lancé l'idée de l'optique de transformation (en) pour le cas de l'électrostatique,. Uhlmann et ses co-auteurs ont publié plusieurs résultats à propos du camouflage et de l'invisibilité,.